# El Asnam
El Asnam là một đô thị thuộc tỉnh Bouira, Algérie. Dân số thời điểm năm 2002 là 12.06 người.